# Antoine Héron de Villefosse
Pour les articles homonymes, voir Héron de Villefosse et Héron.
Antoine Héron de Villefosse est un archéologue français, né le 8 décembre 1845 à Paris, mort le 15 juin 1919 à Paris, spécialiste d'épigraphie latine.

## Biographie
Antoine Héron de Villefosse est le fils de René Héron de Villefosse et de Marie Mathilde de L'Espine.
Élève de l'École impériale des chartes, il y obtient le diplôme d'archiviste paléographe en 1869 grâce à une thèse intitulée Essai sur l'agriculture en Brie aux XIIIe et XIVe siècles.
Attaché, puis conservateur au musée du Louvre, il y est chargé de la sculpture grecque et romaine. Il participe à des fouilles archéologiques en Afrique du Nord (Algérie, Tunisie) et en Europe (Allemagne, Italie).
Il est membre de l'Académie des inscriptions et belles-lettres. Il est aussi président d'honneur de la Société d'histoire et d'archéologie, président du Comité des travaux historiques et scientifiques (section d'archéologie) et directeur d'études à l'École pratique des hautes études.
Il a principalement publié des ouvrages et articles touchant à l'épigraphie latine.
Il contribue à sauver des flammes le musée du Louvre en mai 1871.

## Distinctions
- Officier d'académie (1885).
- Officier de la Légion d'honneur (1895). Nommé chevalier en 1874.

## Publications

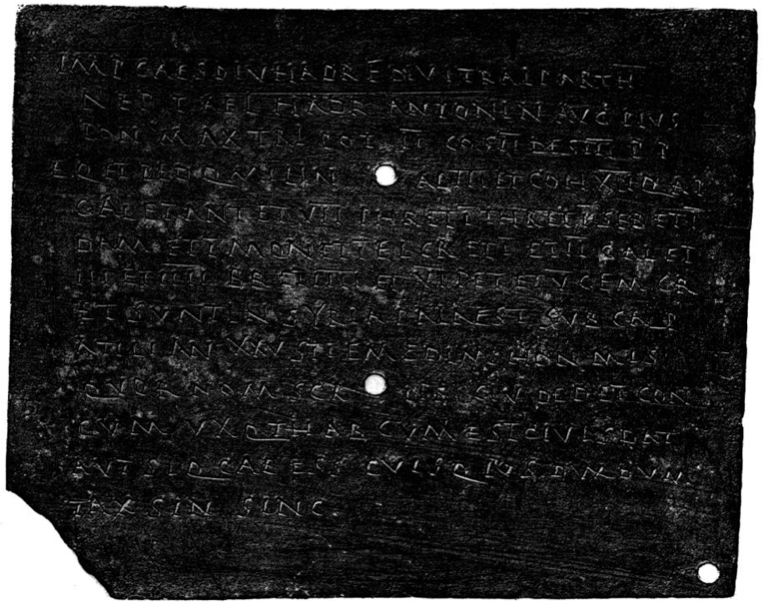
Diplôme militaire romain de l'annee 139, découvert en Syrie. (Note de M. Héron de Villefosse : Comptes rendus des séances de l'Académie des Inscriptions et Belles-Lettres, 41e année, N. 3, 1897. pages 333-343)

- Communication sur la découverte de Jules Formigé à propos de la Vénus d'Arles, Comptes-rendus des séances de l'Académie des inscriptions et belles-lettres, 1911, vol. 55, no 8, séance du 27 octobre, p. 656-657 [lire en ligne]
- « Un Moulage ancien de la Vénus d’Arles », in Revue de l’art ancien et moderne, t. 31, janv-juin 1912, p. 11-96,

## Source
- Éloges funèbres académiques dans Bibliothèque de l'École des chartes, 1919, p. 358-363.